# Carlos Gómez (football)
Pour les articles homonymes, voir Carlos Gómez et Gómez.
Carlos Gómez Casillas (né le 16 août 1952 à Mexico et mort le 16 décembre 2017  à San Luis Potosí) est un joueur de football international mexicain, qui évoluait au poste de défenseur.

## Biographie

### Carrière en club
Il joue 171 matchs en première division mexicaine entre 1975 et 1984, inscrivant un but.

### Carrière en équipe nationale
Il joue six matchs en équipe du Mexique, sans inscrire de but, entre 1977 et 1978.
Il figure dans le groupe des sélectionnés lors de la Coupe du monde de 1978. Lors du mondial organisé en Argentine, il joue un match contre la Pologne.

## Palmarès
León
| - Championnat du Mexique : - Vice-champion : 1972-73 et 1974-75. - Coupe du Mexique (2) : - Vainqueur : 1970-71 et 1972-73. |  | - Supercoupe du Mexique (1) : - Vainqueur : 1971 et 1972. |